# Napeanthus rigidus
Napeanthus rigidus är en tvåhjärtbladig växtart som beskrevs av Henry Hurd Rusby. Napeanthus rigidus ingår i släktet Napeanthus och familjen Gesneriaceae. Inga underarter finns listade i Catalogue of Life.